# Säfflebussen

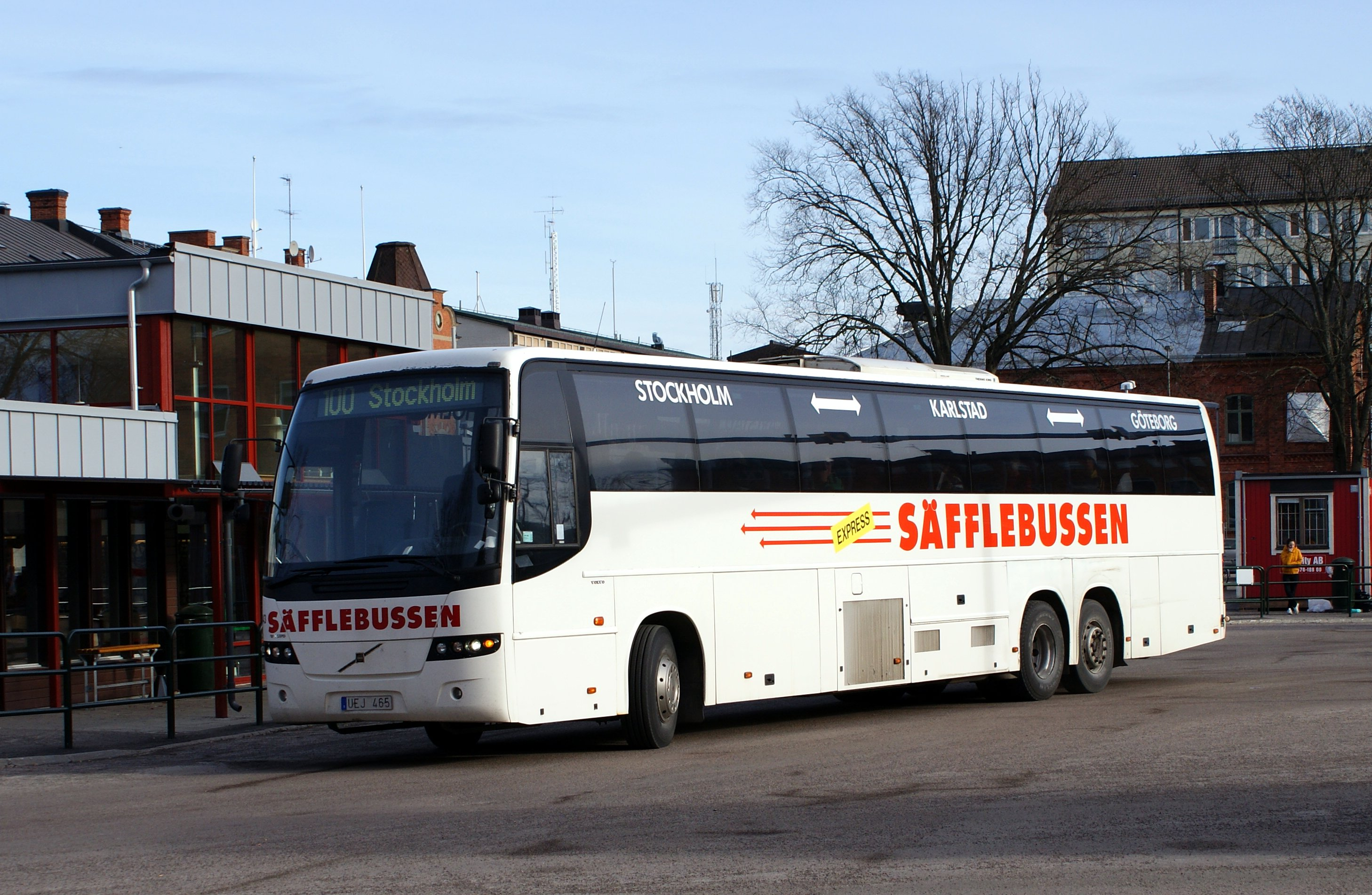
Säfflebussen på Karlstads busstation. Februari 2008

Säfflebussen var ett svenskt bussbolag som grundades 1954 och bedrev expressbusstrafik sedan slutet av 1980-talet. Bolaget köptes 2006 upp av norska Nettbuss, och expressbusstrafiken som tidigare var känd under namnet Säfflebussen bytte namn till GoByBus. År 2008 såldes GoByBus till Bus4You. Företaget Bus4You köptes år 2011 tillbaka av Nettbuss, som fortfarande använder namnet som varumärke.
Namnet GoByBus upphörde att användas i början av 2013.